# Телетанк
Телетанк е вид танк без екипаж, който се управлява дистанционно. Целта на този вид машини е ограничаването на човешките жертви по време на битка. Първите телетанкове са разработени в СССР през 30-те години на XX век на базата на Т-18, Т-26, Т-38, БТ-5 и БТ-7. Намират приложение най-вече в Зимната война срещу Финландия. Обикновено един телетанк се е управлявал от разстояние между 500 и 1500 метра с радиоапарат. Първата машина – ТТ-18 е тествана през 1930 година.
Въоръжението им е включвало най-често картечници, огнехвъргачки, димни гранати и специална бомба с тегло до 700 кг, предназначена да унищожава бункери. Възможно е било и доставянето на химически агенти, но телетанкове с такова въоръжение не са били използвани. В зависимост от модела телетанковете са можели да приемат между 16 и 24 различни команди.